# Фауст и Маргарита (фильм, 1897)
«Фа́уст и Маргари́та» (фр. Faust et Marguerite) — немой короткометражный фантастический фильм Жоржа Мельеса. Премьера состоялась во Франции в 1897 году. Некоторыми авторами считается первой экранизацией литературного произведения в истории кино.